# 全缘石斑木
全缘石斑木（学名：Rhaphiolepis integerrima）为蔷薇科石斑木属下的一个种。